# Udruženje javnih radija i televizija
Udruženje javnih radija i televizija (srbskou cyrilicí Удружење јавних радија и телевизија, česky: Aliance veřejnoprávního rozhlasu a televize, zkráceně UJRT) bylo sdružení veřejnoprávních vysílacích stanic Srbska a Černé Hory, které bylo plnoprávným členem Evropské vysílací unie (EBU).
Mezi členy sdružení patřily Radiotelevizija Srbije (RTS) a Radio televizija Crne Gore (RTCG). Organizace fungovala mezi léty 2001 až 2006.